# Арпагядик
Арпагядик (азерб. Arpagədik) — село в административно-территориальном округе села Чайлаггала Ходжавендского района Азербайджана.

## География
Село Арпагядик входит в состав Чайлаггалинского сельского административно-территориального округа Ходжавендского района, при этом в состав этого сельского административно-территориального округа входит также и село Чайлаггала, которое является центром этого сельского административно-территориального округа.

## Этимология
Село Арпагядик впервые упоминается под названием Арпа в источнике XII века. Ойконим составлен из слов «арпа» (азерб. arpa — «ячмень») и «гадик» (азерб. gadik — «ровное место горы, дорога на горе»). Село получило своё название от близлежащего холма Арпадёшу (азерб. Arpadöşü).
Село могло записываться в документах и произносится как Арпагадик, Арпагедик, Арпагетик, Арпагядук, Арпагьядук.
Села с одноимённым названием Арпагядик есть в Арсузском районе провинции Хатай в Турции.

## История
До вхождения в состав Российской империи территория села Арпагядик входила в Дизакский магал Карабахского ханства.
Части жителей села Арпагядик были коренными жителями, другие прибыли в 1905 году из села Ашагы-Фараджан и других населённых пунктов расположенных в районе современного Лачынского района Азербайджана. Новое село возникло в конце XIX — нач. XX века как один из отсёлков современного села Чайлаггала, как и несуществующее ныне село Спитакшен.
Во время столкновений 1905 года село, по данным Ованеса Тер-Мартиросяна, было разорено и сожжено. Жители, после непродолжительного сопротивления, бежали в Хцаберд (ныне Чайлаггала). Как сообщает Тер-Мартиросян, лишь 14 юношей, укрывшись в мельнице, в течение двух дней оказывали сопротивление азербайджанцам, но мельница была подожжена, и все они погибли.
В советский период село входило в состав Гадрутского района Нагорно-Карабахской автономной области (НКАО) Азербайджанской ССР. Согласно административному делению Азербайджанской ССР на 1933 год, указывается населённое место Арпагедук как центр одноимённого Сельсовета. В административно-территориальном делении Азербайджанской ССР на 1961 год село Арпагядик уже входит в состав Хцабертского (ныне Чайлаггала) Сельсовета.
В 1950-х годах сёла юга Гадрутского района НКАО обезлюдели, население покинуло свои населённые пункты, поселились в Туге и Атагуте.
2 сентября 1991 года на совместной сессии Нагорно-Карабахского областного и Шаумяновского районного Советов народных депутатов была принята Декларация о провозглашении Нагорно-Карабахской Республики в границах Нагорно-Карабахской автономной области (НКАО) и сопредельного Шаумяновского района Азербайджанской ССР.
26 ноября 1991 года Верховный Совет Азербайджанский Республики принял Закон "Об упразднении Нагорно-Карабахской автономной области Азербайджанской Республики". В этом Законе было постановлено помимо упразднения Нагорно-Карабахской Автономной Области (НКАО), в том числе также и переименование Мартунинского района в Ходжаведский, упразднение Гадрутского района и присоединение территории Гадрутского района в состав Ходжавендского района. Решением Милли Меджлиса Азербайджанской Республики № 428 от 29 декабря 1992 года село Хтсаберт (или Хцаберт) было переименовано в Чайлаггала. В настоящее время село Арпагядик входит в состав Чайлаггалинского сельского административно-территориального округа Ходжавендского района Азербайджана.
В результате Карабахского конфликта село 8 октября 1992 было занято армянскими вооружёнными формированиями и попало под контроль непризнанной Нагорно-Карабахской Республики (НКР). Согласно административно-территориальному делению непризнанной республики, село располагалось на территории Гадрутского района НКР.
9 ноября 2020 года, во время 44-дневной войны, Азербайджан восстановил контроль над селом.

## Памятники истории и культуры
В 600 м. к юго-востоку от села находится церковь «Ехцун Дзор» XI—XIII вв., остатки деревенского городища X—XIII вв., хачкары «Ехцун Дзор» XI—XIII вв. На восточной окраине села находилось кладбище XVII—XX вв., а на левом берегу реки Хакари, в 23 км южнее города Шуша, находилась крепость Арпагетик.

## Население
В советские годы большинство население села составляли армяне.
По состоянию на 1 января 1933 года в селе проживало 339 человек (60 хозяйств), все  — армяне.
По состоянию на 2009 год в селе проживало 12 человек, в 2010 году — 17 человек, 2015 — 24 жителя.